# Faronta suffusa
Faronta suffusa är en fjärilsart som beskrevs av William Schaus 1894. Faronta suffusa ingår i släktet Faronta och familjen nattflyn. Inga underarter finns listade i Catalogue of Life.